# Ospite (racconto)
Ospite (Hostess) è un racconto di fantascienza di Isaac Asimov scritto nel 1951 e pubblicato per la prima volta nel numero di maggio 1951 della rivista Galaxy Science Fiction.
Successivamente è stato incluso nella raccolta Antologia personale (Nightfall and Other Stories) del 1969.
Il racconto è stato pubblicato varie volte in italiano a partire dal 1954 anche con i titoli L'invitato di altri mondi e L'ospite.

## Trama
La civiltà umana si è espansa nella galassia ed è entrata in contatto con altre quattro forme di vita extraterrestri intelligenti. Harg Tholan, un medico ricercatore originario del pianeta conosciuto come Pianeta di Hawkin giunge sulla Terra e fa visita a Rose Smollett, una biologa ricercatrice, e a suo marito Drake, poliziotto e agente segreto per conto del governo.
Il programma di ricerche del dottor Tholan riguarda un morbo noto come "morte per inibizione", sconosciuto sulla Terra. Secondo la sua teoria nell'universo esiste una sesta forma di vita intelligente, un parassita che vive in simbiosi nell'organismo degli umani e ne causerebbe la morte di vecchiaia, mentre le altre quattro forme di vita vivono e crescono indefinitamente.
Drake cerca di capire di più sulla teoria dell'Hawkinsita, fino a scoprirne alcuni risvolti legati in particolare all'Ufficio Persone Scomparse.